# Парнассиусы
Парна́ссиусы или аполло́ны (лат. Parnassius) — род дневных бабочек, семейства Парусники. Голарктический род, включающий около 50 видов, большинство из которых встречаются в горах Центральной Азии. Крылья бабочек окрашены преимущественно в белые или кремовые тона с прозрачными участками по краям и чёрными пятнами. У многих видов имеются красные глазчатые пятна. Наружный край крыльев округлый.

## Общая характеристика
Размах крыльев представителей рода 40—94 мм. Самки крупнее самцов. Окраска крыльев у большинства видов белая, их вершины прозрачные, а у ряда видов окраска — желтоватая или тёмная. На крыльях располагаются чёрные и красные пятна. Характерное расположение которых очень сильно варьируется. Нижние крылья закруглены. У бабочек, только что вышедших из куколки, крылья сначала желтоватые. Наружный край крыльев округлый. Жилки R1 не ветвятся; жилки R2 и R3 сливаются в одну, а R4, R5 и М1 имеют общий ствол. К костальному краю переднего крыла выходят одна жилка (R1); R2+R3 выходят к вершине, а R4 и R5 — к внешнему краю. Усики с чёрной булавой. Глаза гладкие, крупные, снабжённые маленькими бугорками, на которых сидят короткие щетинки.
Бабочки держатся возле скал и крутых подскальных осыпей. Их полёт продолжительный, стремительный, мощный, часто парящий. Могут длительное время парить над склонами горных ущельев, корректируя траекторию полёта взмахами крыльев и изменяя высоту полёта.
Для самок характерно наличие на нижней стороне брюшка роговидного придатка (сфрагис), образующегося при копуляции.

## Ареал и местообитания
Распространены в Европе, Азии (на равнинах Европейской части России, на Кавказе и в Южной Сибири) и на западе Северной Америки. Большинство видов обитает в горах Средней и Центральной Азии.
Местообитания большинства видов — долины на высоте до 2000 метров над уровнем моря, в Альпах встречается на высоте до 2200 метров над уровнем моря, в Азии на высоте до 3700 — 4200 метров над уровнем моря, хотя в некоторых местах и выше, всегда в ограниченных районах.
В горах встречаются до границы вечных снегов и льдов, однако, их распространение в высокогорных районах очень плохо изучено. Недалеко от полярного круга на северо-востоке Якутии на высоте около 1500 метров над уровнем моря встречается аполлон арктический (Parnassius arcticus), в окрестностях горы Эверест, аполлон Ханнингтона (Parnassius hannyngtoni) обитает ещё выше — на высоте до 6000 метров над уровнем моря.
Бабочки ведут исключительно дневной образ жизни и активны только в солнечную погоду. Нуждаясь в дополнительном питании, они охотно посещают цветущие растения. Гусеницы олигофаги или монофаги, трофически связаны с растениями различных ботанических семейств, особенно с толстянковыми (Crassulaceae), хохлатками (Corydalis sp.), камнеломками (Saxifraga sp.) и др.

## Вариабельность
Распределение пятен на крыльях видов может сильно варьироваться, поэтому описано множество форм и подвидов. Виды образуют локальные популяции, не имеющие между собой контактов. Из-за сильной стенотопности видов и слабой миграционной способности скрещивание между популяциями практически не происходит. К внутривидовой систематике существует два подхода:
первый подход — придание каждой популяции определённого вида статуса подвида
второй крайний подход — это полное отрицание подвидов и их сведение к инфраподвидовым формам.
Виды, входящие в род, отличаются сильной индивидуальной изменчивостью, которая имеет сезонную и широтную обусловленность.

## Систематика
Объём подсемейства и состав включаемых в него родов остаётся до настоящего времени дискуссионным. Многие авторы рассматривают типовой род подсемейства Parnassius в качестве единого рода, другие в его пределах выделяют ряд подродов или родов.
В ходе ревизии (Hanus, Theyc, 2010), вид, до этого известный как Parnassius phoebus, в настоящее время носит название Parnassius corybas, а Parnassius ariadne теперь носит название Parnassius phoebus.

В зависимости от принятых классификаций, выделяют от 38 (UNEP-WCMC, 2006) до 47 (Weiss 1991) видов, входящих в состав рода.
Parnassius acco

Parnassius acdestis

Parnassius actius

Parnassius andreji

Parnassius apollo

Parnassius apollonius

Parnassius ariadne

Parnassius arcticus

Parnassius autocrator

Parnassius baileyi

Parnassius behrii

Parnassius boedromius

Parnassius bremeri

Parnassius cardinal

Parnassius cephalus

Parnassius charltonius

Parnassius clodius

Parnassius corybas

Parnassius davydovi

Parnassius delphius

Parnassius dongalaicus

Parnassius epaphus

Parnassius eversmanni

Parnassius felderi

Parnassius hannyngtoni

Parnassius hardwickii

Parnassius honrathi

Parnassius glacialis

Parnassius hide

Parnassius huberi

Parnassius hunnyngtoni

Parnassius hunza

Parnassius imperator

Parnassius inopinatus

Parnassius jacobsoni

Parnassius jacquemontii

Parnassius kiritshenkoi

Parnassius labeyriei

Parnassius loxias

Parnassius maharaja

Parnassius maximinus

Parnassius mnemosyne

Parnassius nadadevinensis

Parnassius nomion

Parnassius nordmanni

Parnassius nosei

Parnassius orleans

Parnassius patricius

Parnassius phoebus

Parnassius przewalskii

Parnassius schultei

Parnassius simo

Parnassius simonius

Parnassius smintheus

Parnassius staudingeri

Parnassius stenosemus

Parnassius stoliczkanus

Parnassius szechenyii

Parnassius tianschanicus

Parnassius stubbendorfi

Parnassius tenedius

## Размножение
Спаривание аполлонов нередко происходит сразу по выходе из куколок. Самки после спаривания несут на себе жёсткий хитиновый придаток на нижней стороне брюшка — сфрагис (лат. — печать, пломба), образуемый самцом в ходе спаривания. Предназначение сфрагиса — исключение повторного оплодотворения самки другими самцами.
На первом грудном сегменте гусеницы находится мясистая ниточка в форме буквы V. В пасмурную погоду молодые гусеницы образуют скопления. Взрослая гусеница живёт одиночно. Активна только в солнечную погоду, а в пасмурные дни прячется под камнями. Обычно зимуют гусеницы, но иногда полностью развившиеся гусеницы зимуют в оболочке яйца и вылупляются лишь весной.
Окукливание проходит на земле, в лёгком коконе. Куколка толстая, округлая, сначала светло-коричневая с полупрозрачными покровами, тёмно-коричневыми дыхальцами и рядом желтоватых пятен над ними по бокам спины

## Факторы, ограничивающие численность
Уничтожение природных участков обитания видов — участков с разнообразной травянистой растительностью в местах распашки и сенокошения, в сочетании с низкой расселительной способностью и малочисленностью локальных популяций, увеличение рекреационной нагрузки и чрезмерный выпас скота. Неконтролируемый вылов коллекционерами. Неспособность к миграциям.

## Галерея

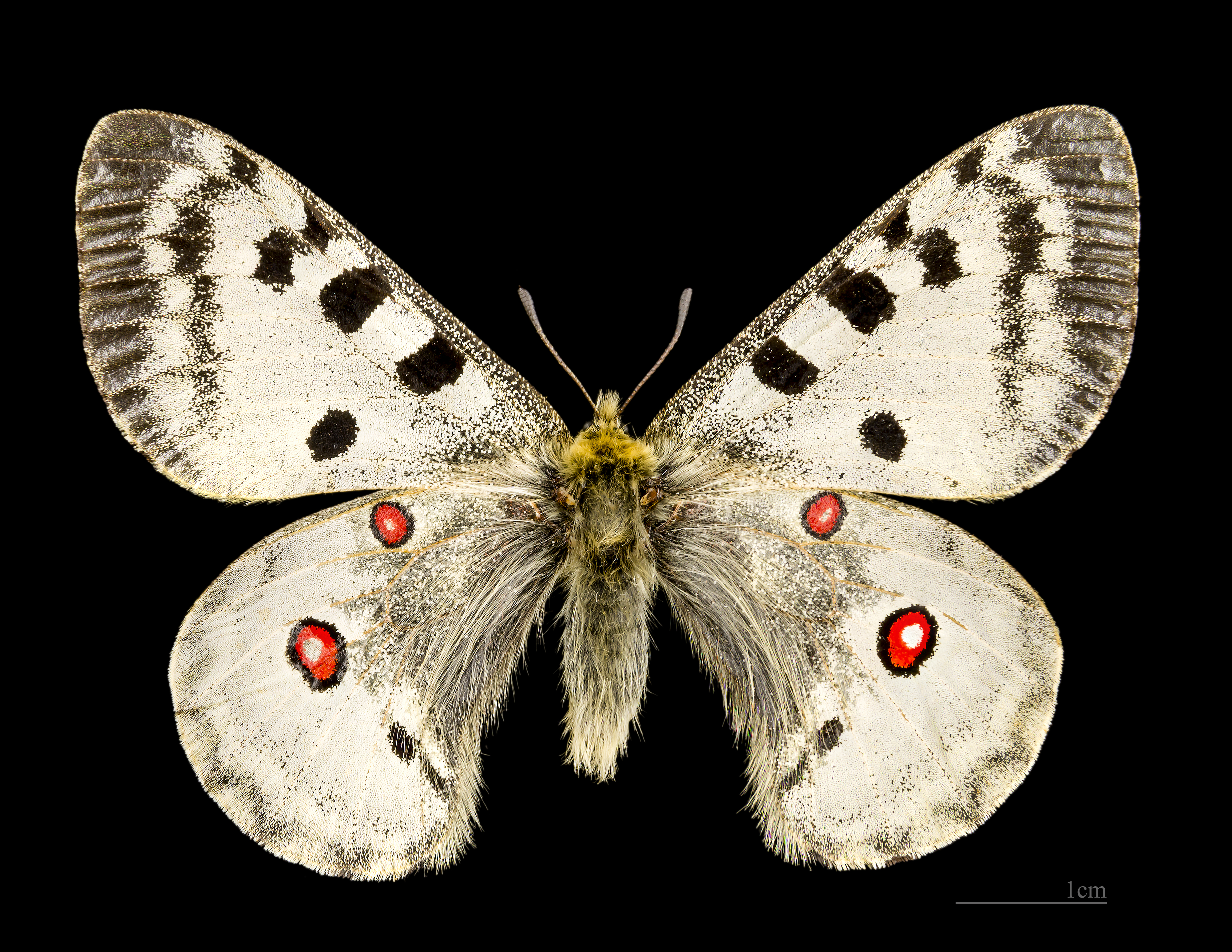
Parnassius apollo
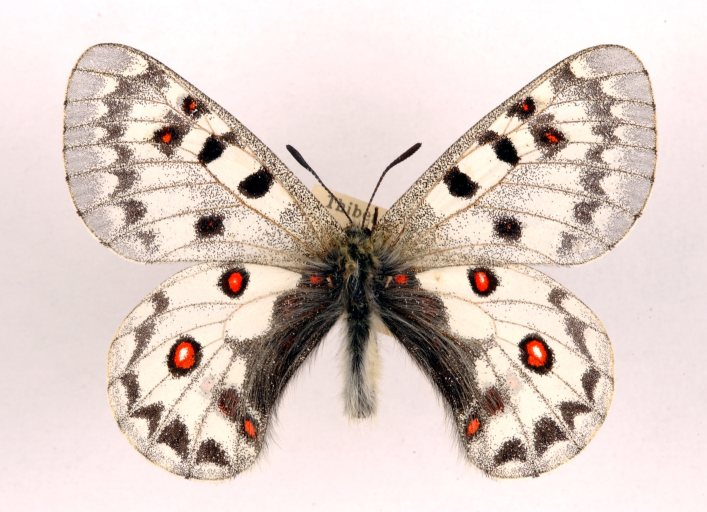
Parnassius jacquemontii
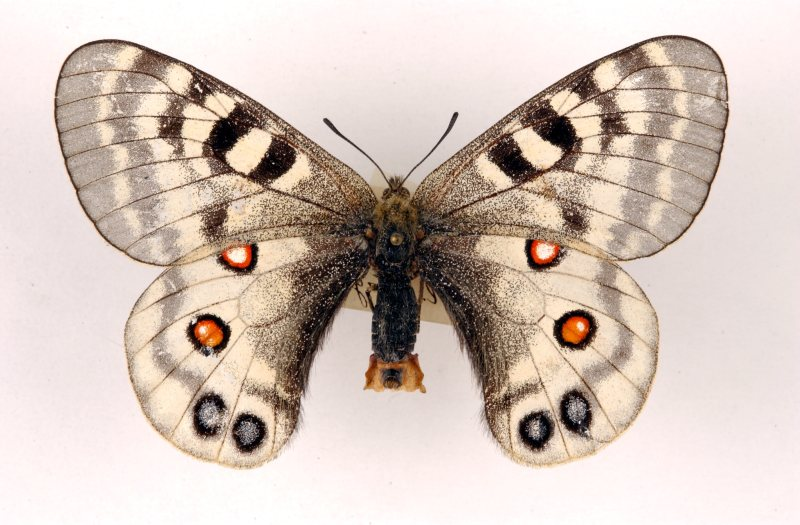
Parnassius imperator
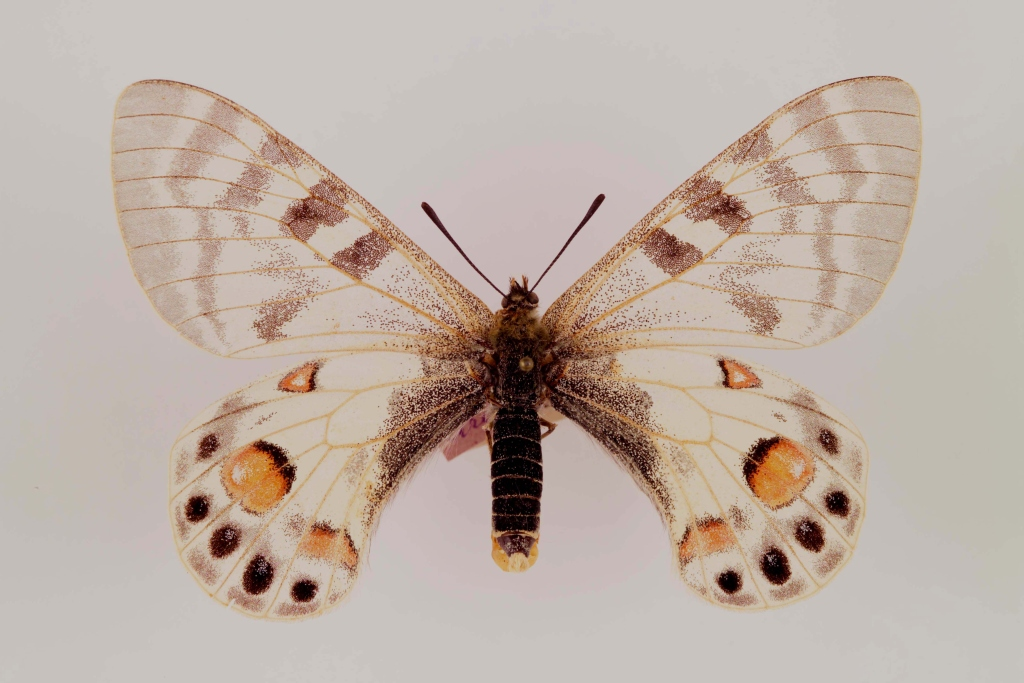
Parnassius charltonius самка
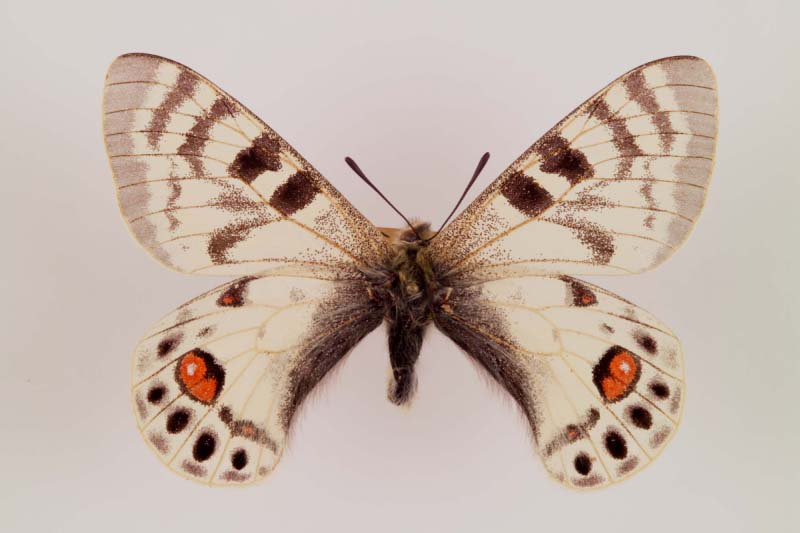
Parnassius charltonius
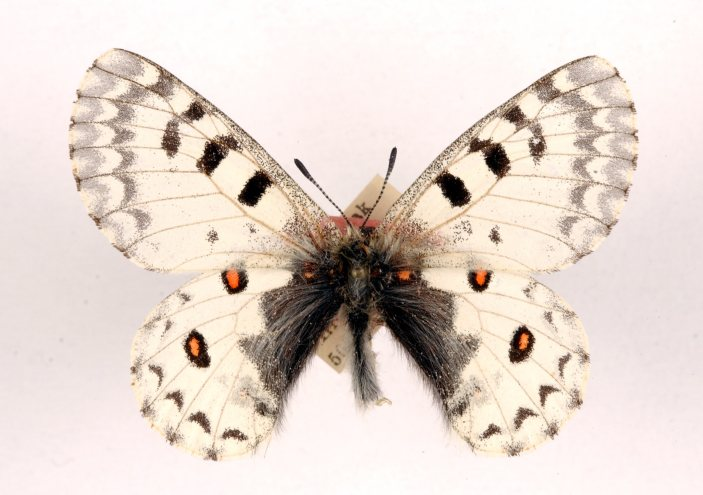
Parnassius epaphus
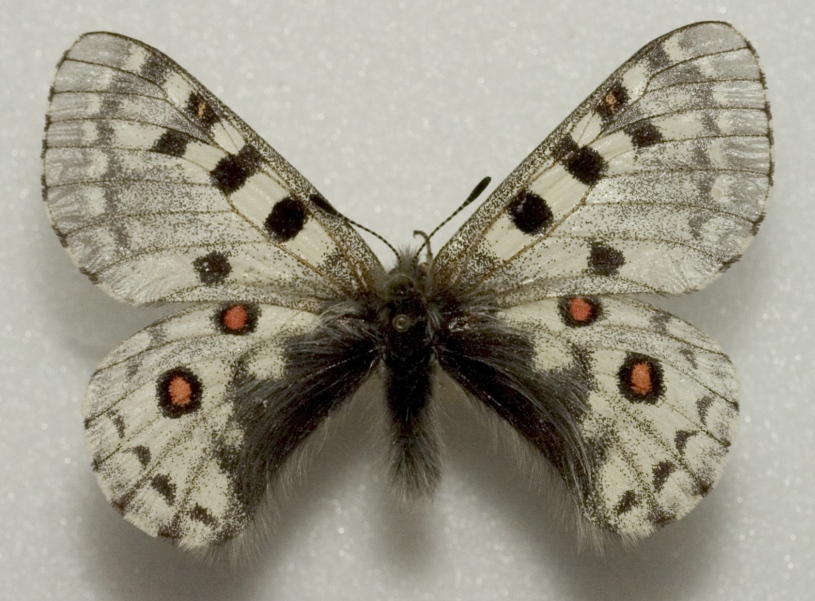
Parnassius epaphus abruptus
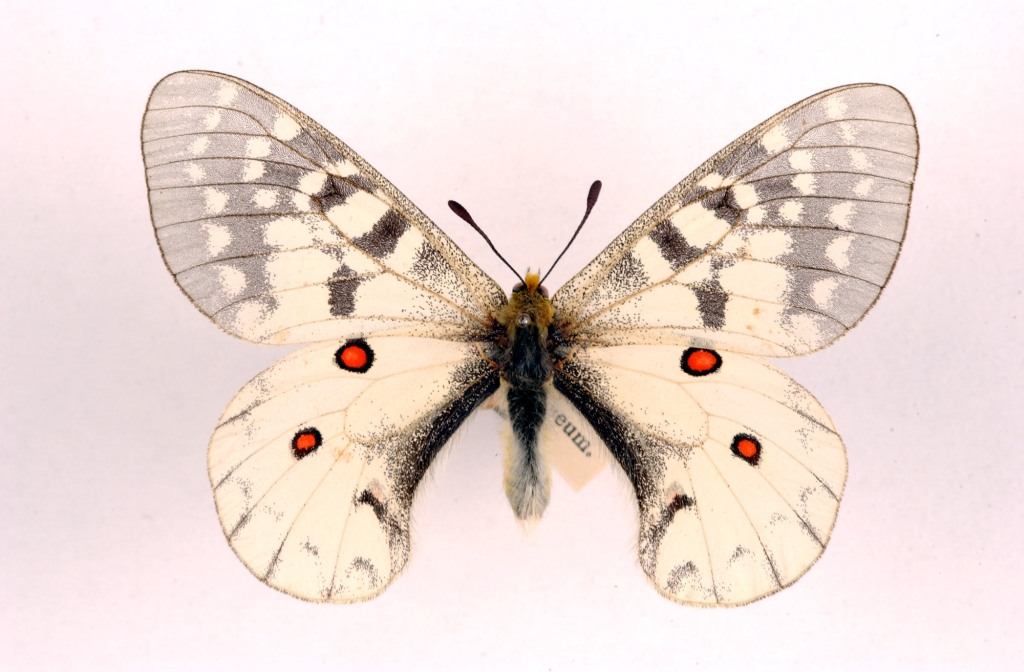
Parnassius clodius
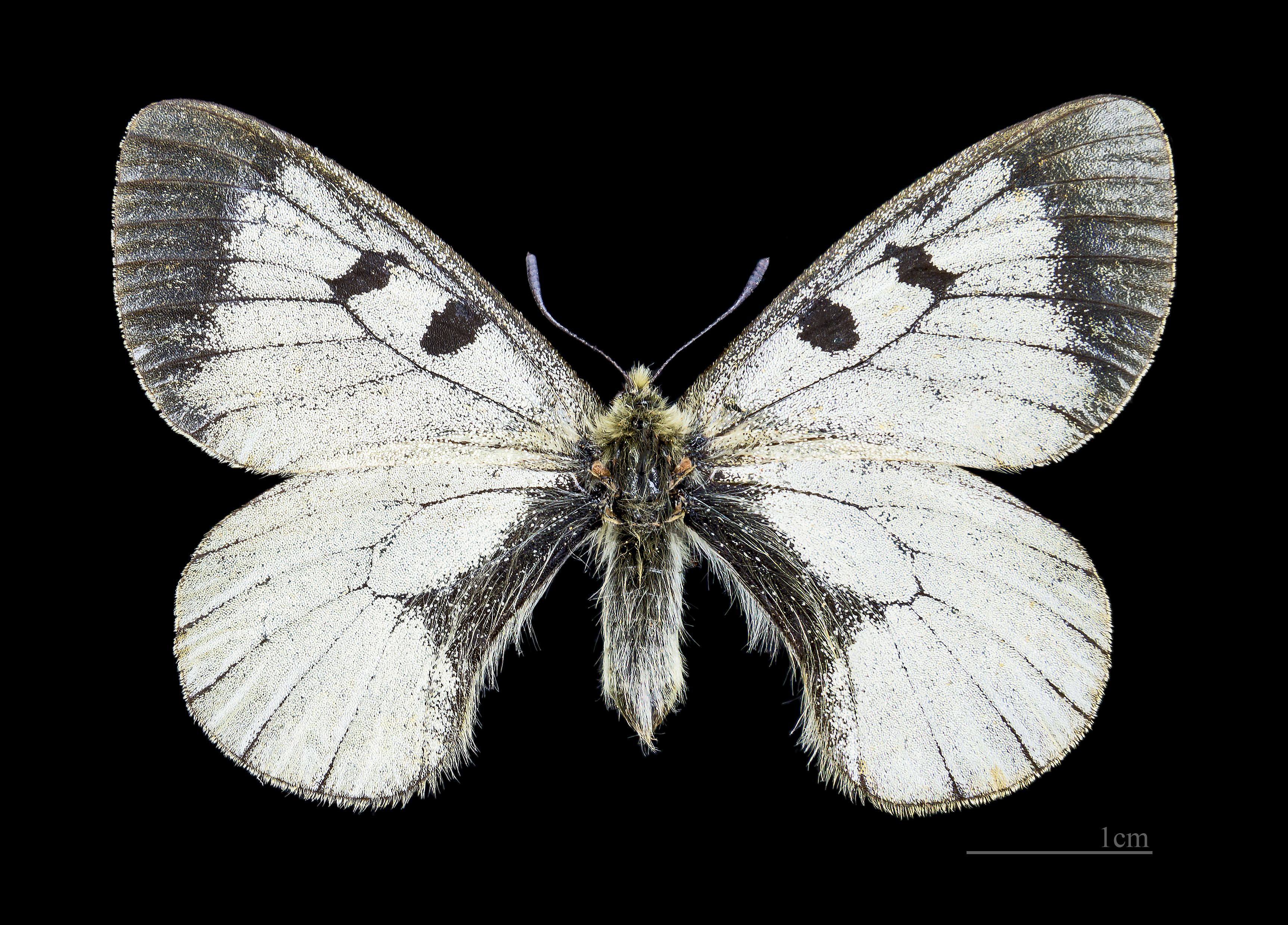
Parnassius mnemosyne
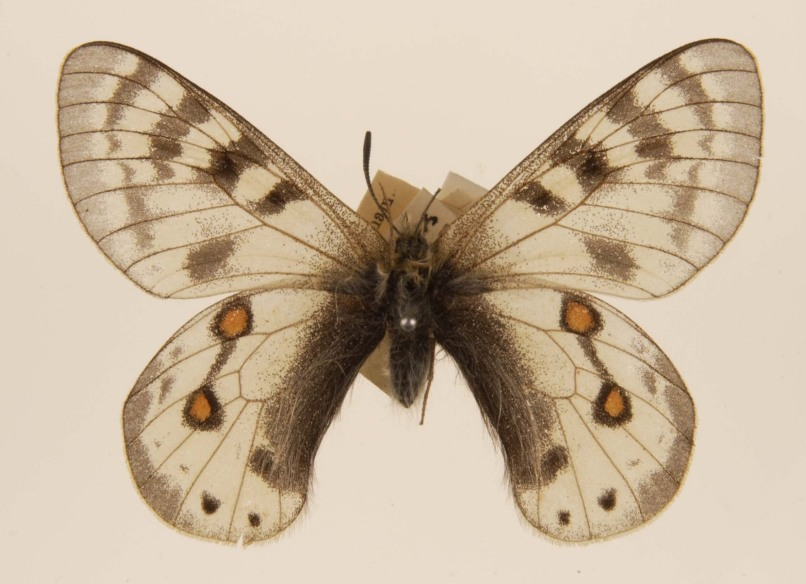
Parnassius hunza
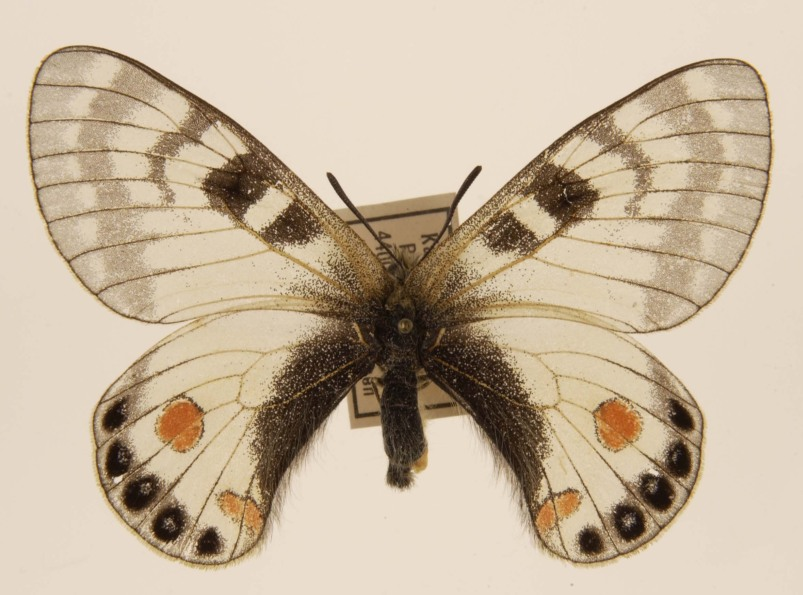
Parnassius stoliczkanus nicevilli
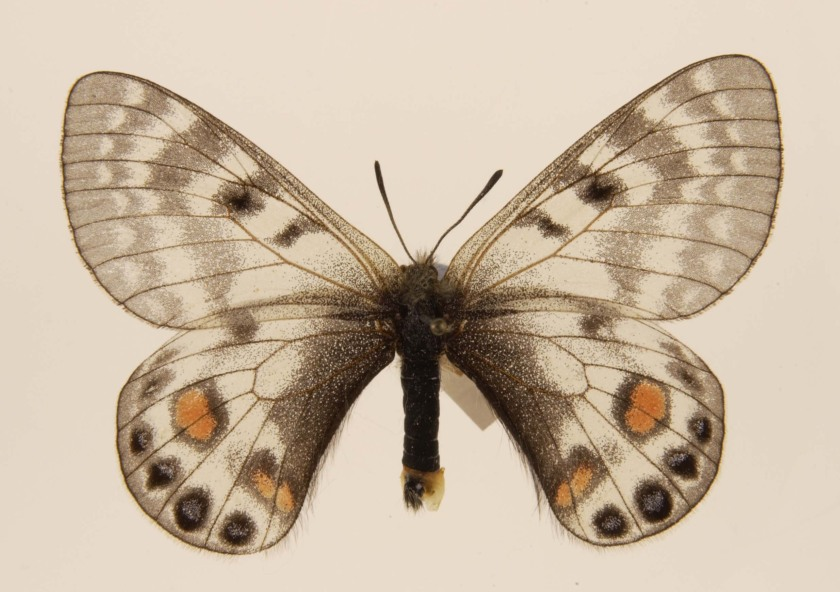
Parnassius stoliczkanus atkinsonii
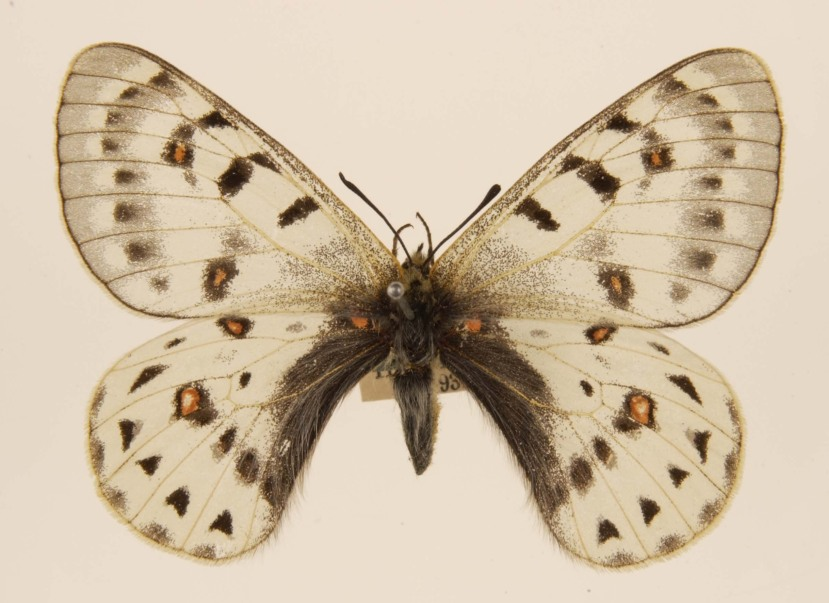
Parnassius tenedius
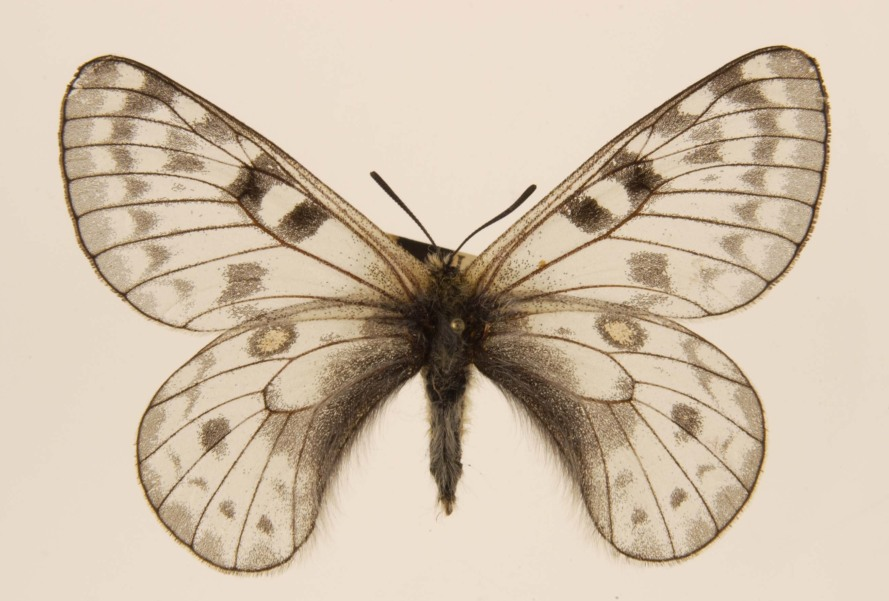
Parnassius maharaja
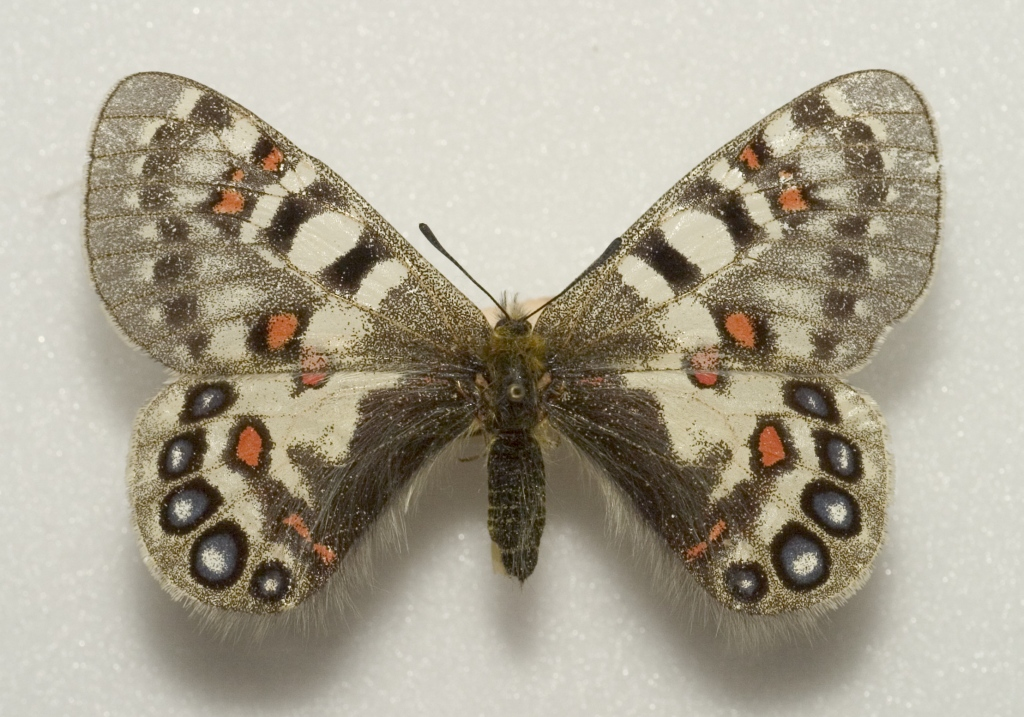
Parnassius hardwickii
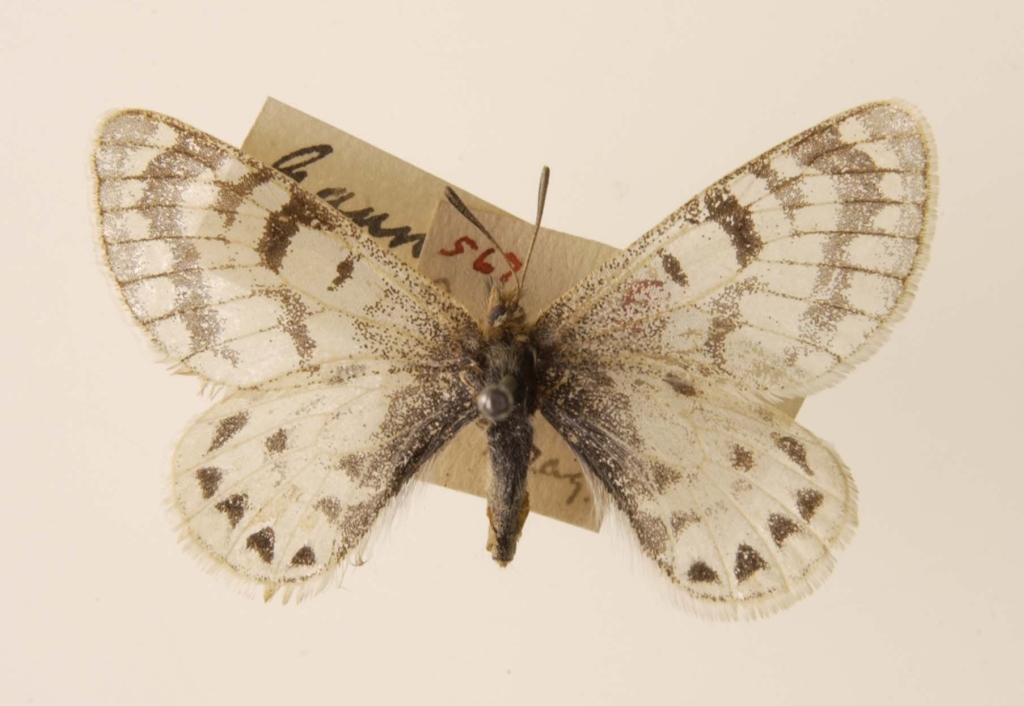
Parnassius hannyngtoni
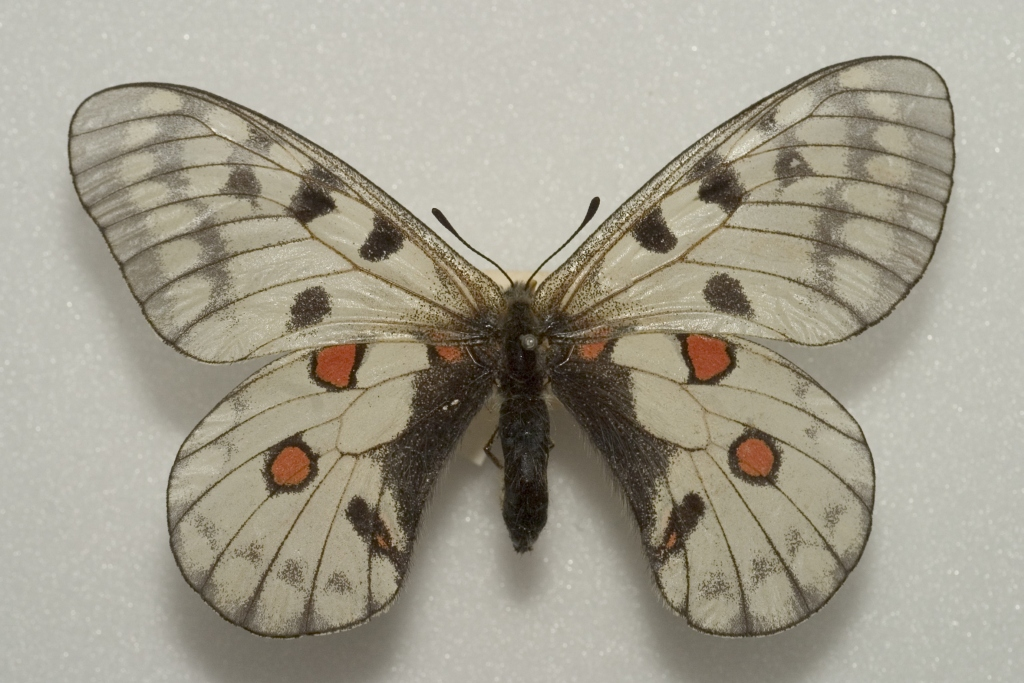
Parnassius bremeri
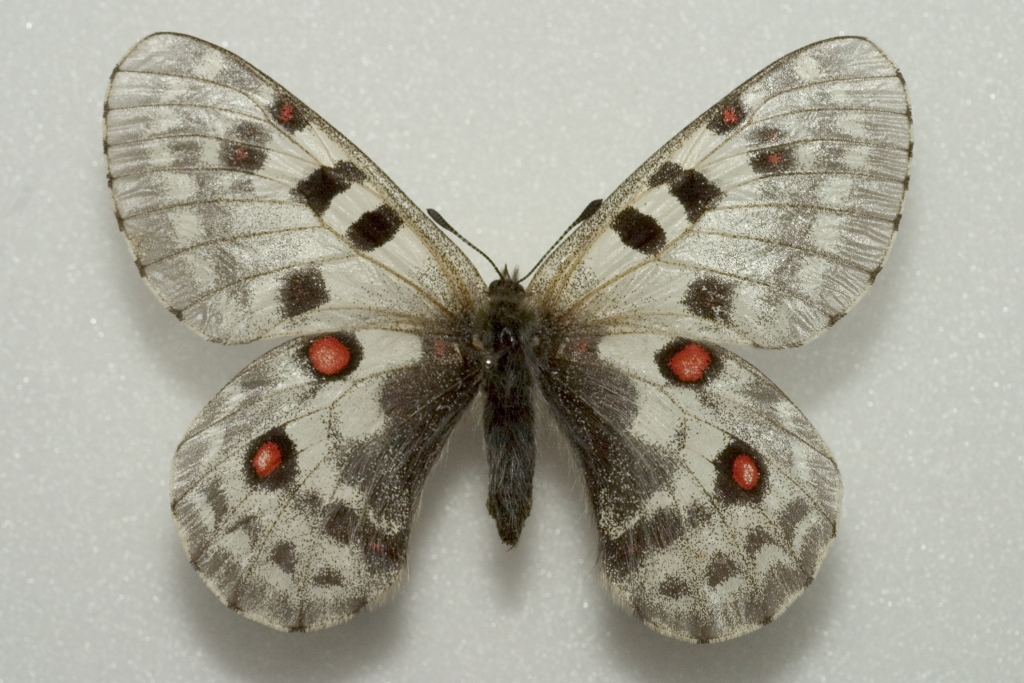
Parnassius actius
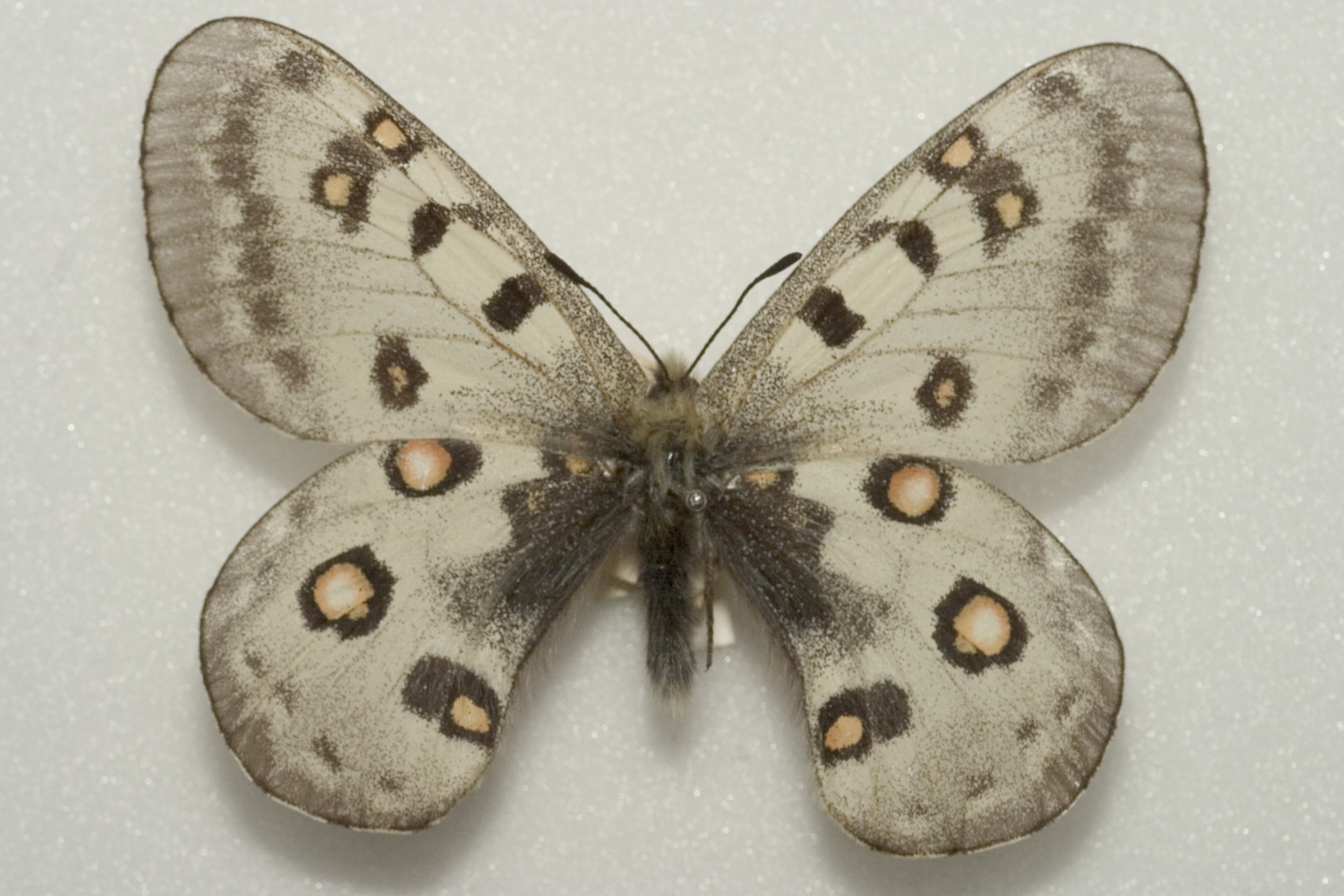
Parnassius honrathi
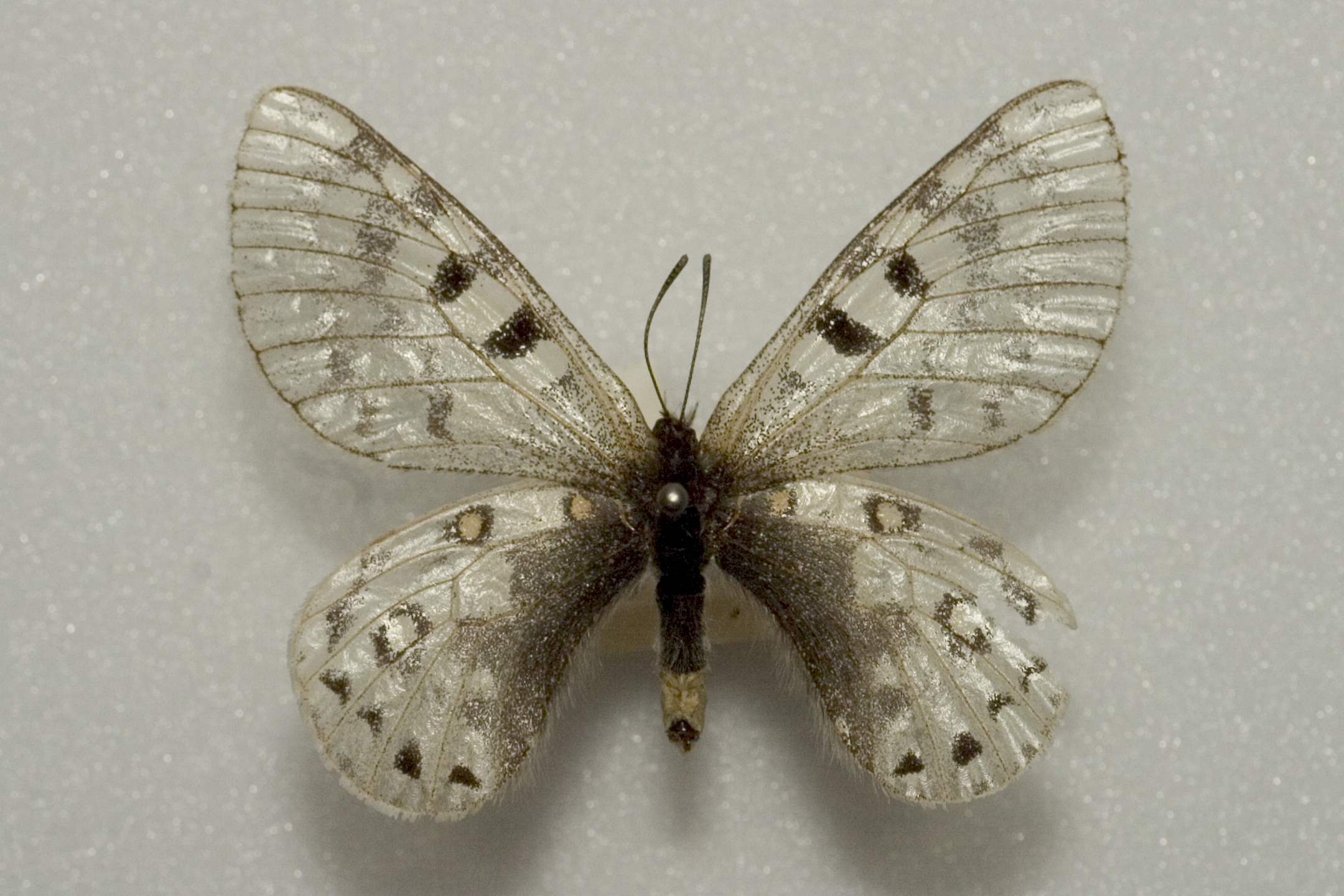
Parnassius acco
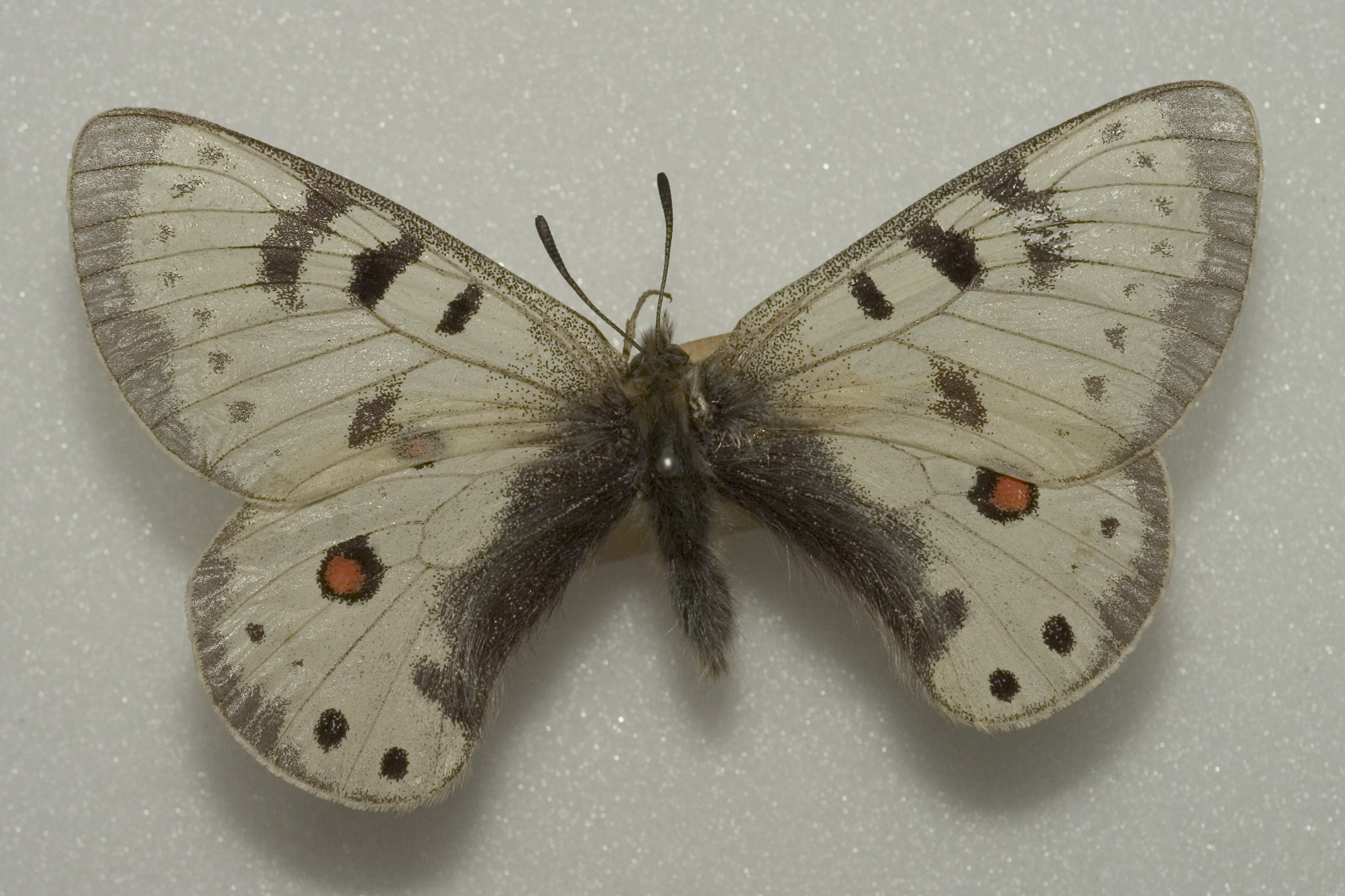
Parnassius nordmanni
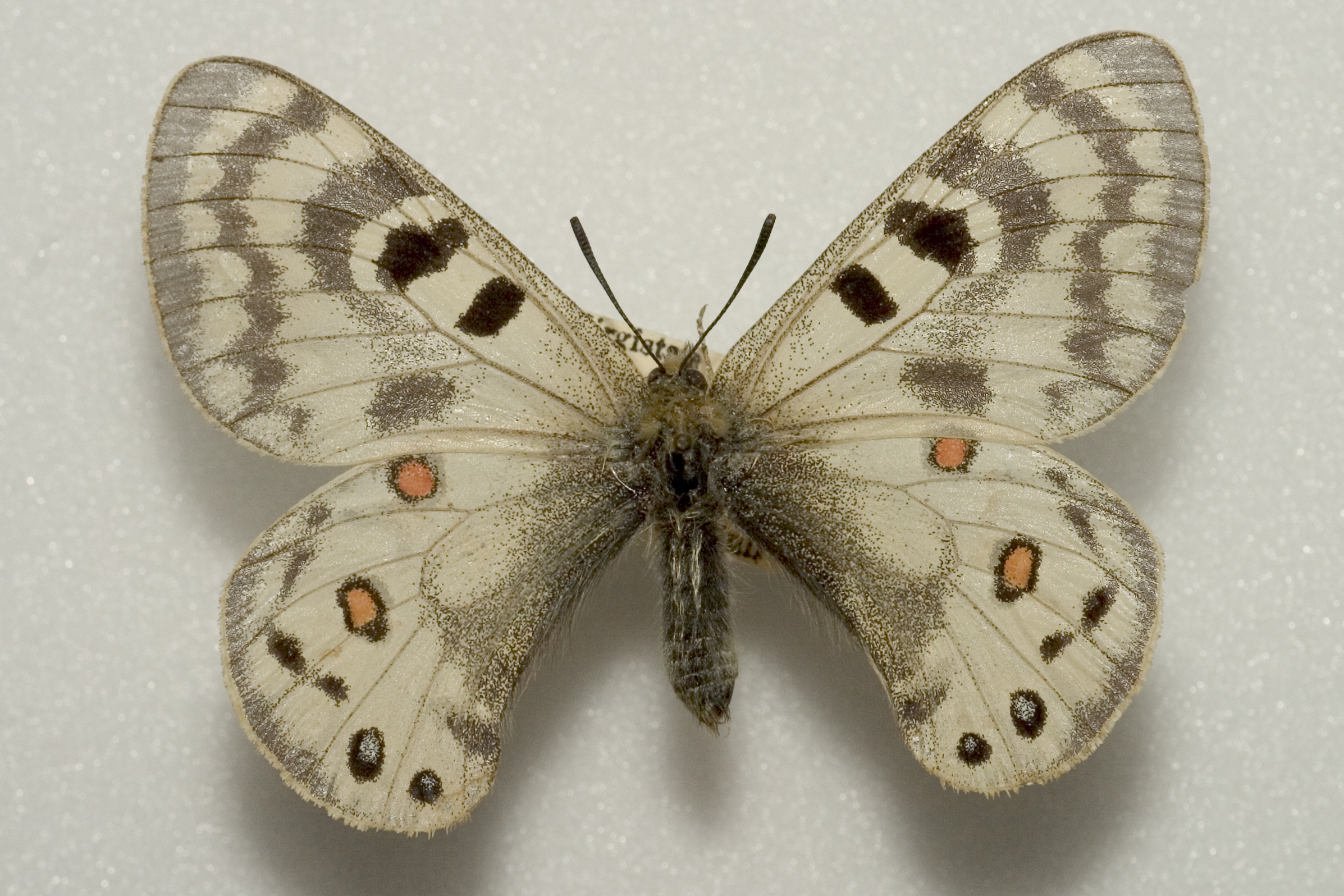
Parnassius delphius maximinus
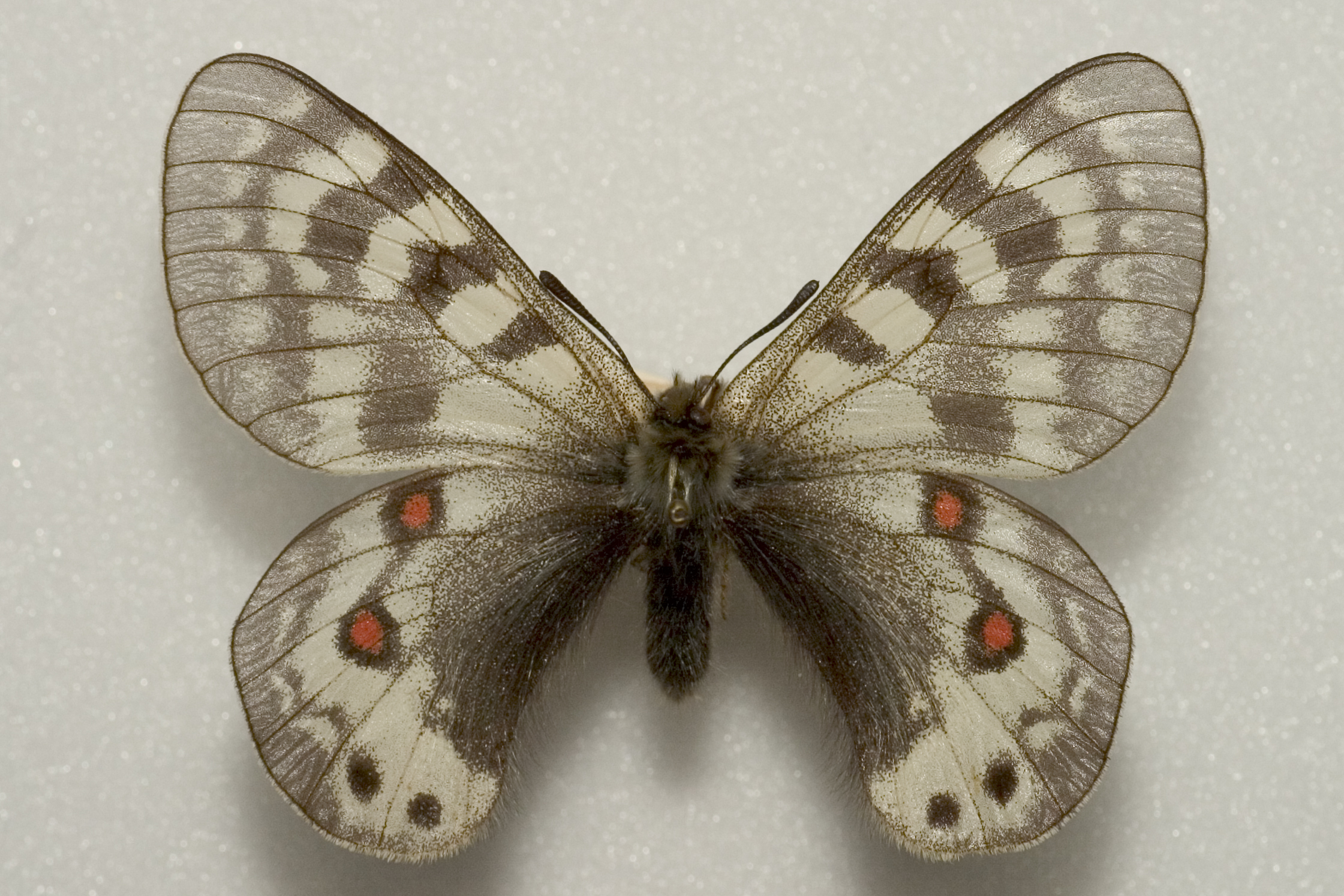
Parnassius delphius infernalis
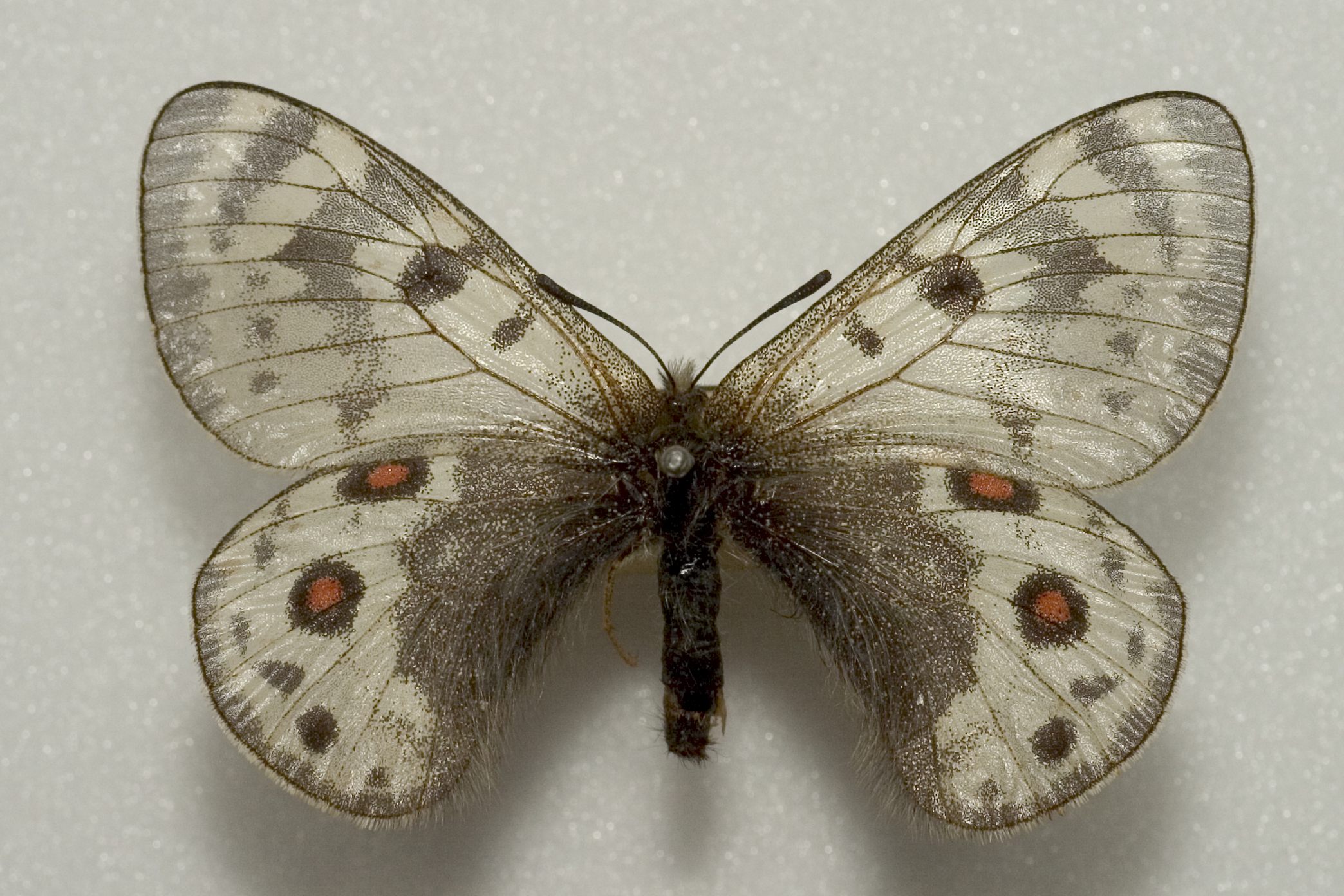
Parnassius acdestis
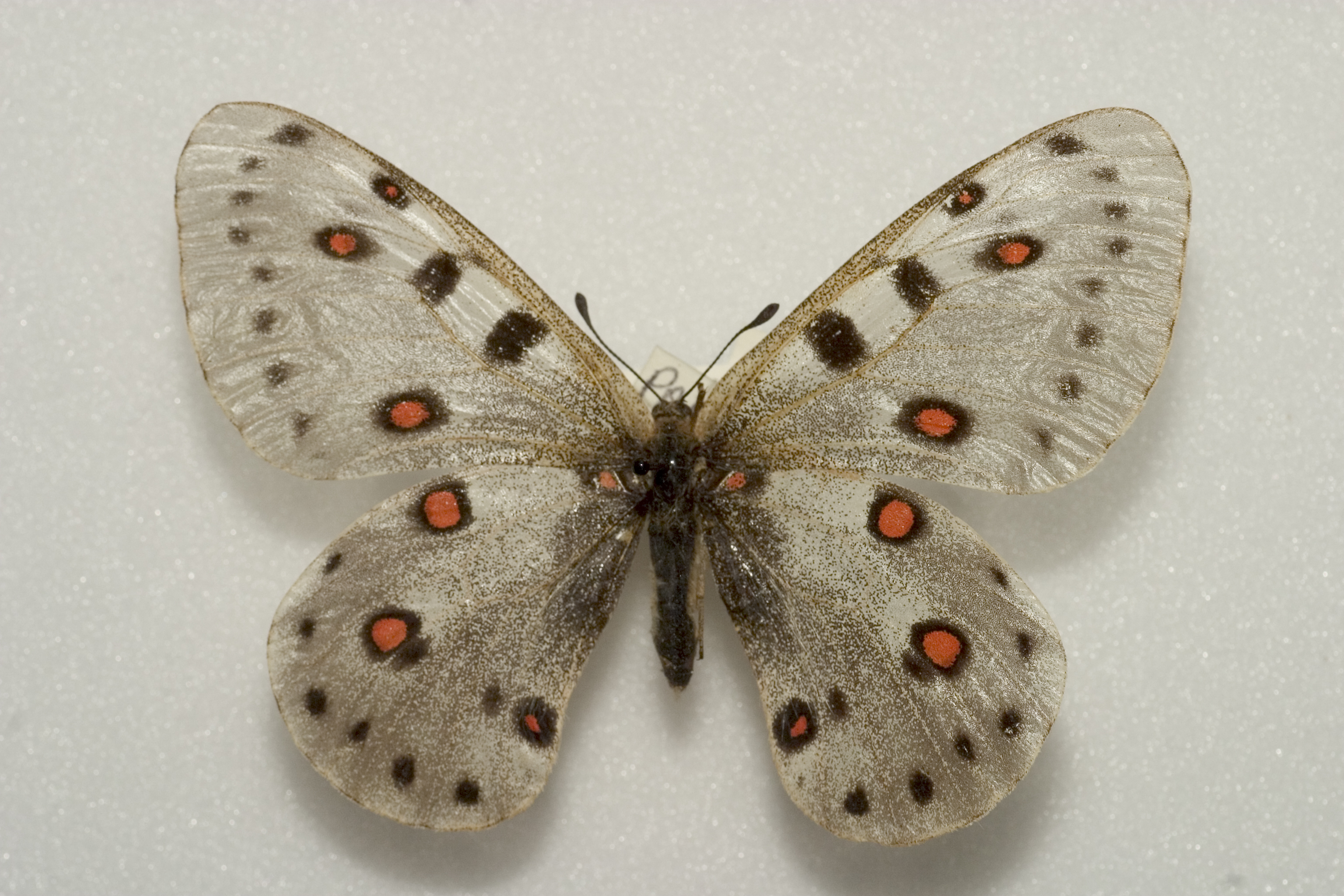
Parnassius apollonius
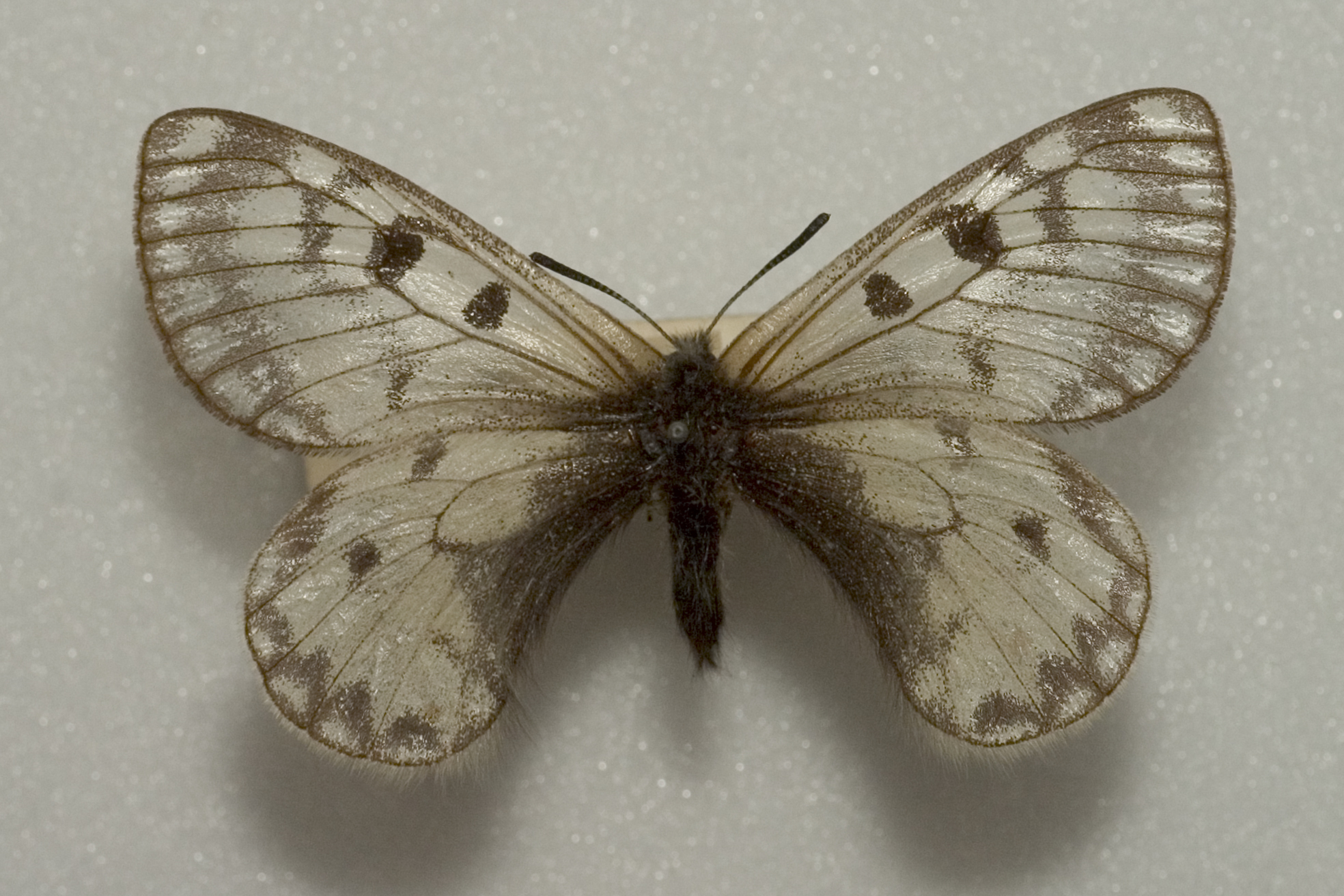
Parnassius boedromius
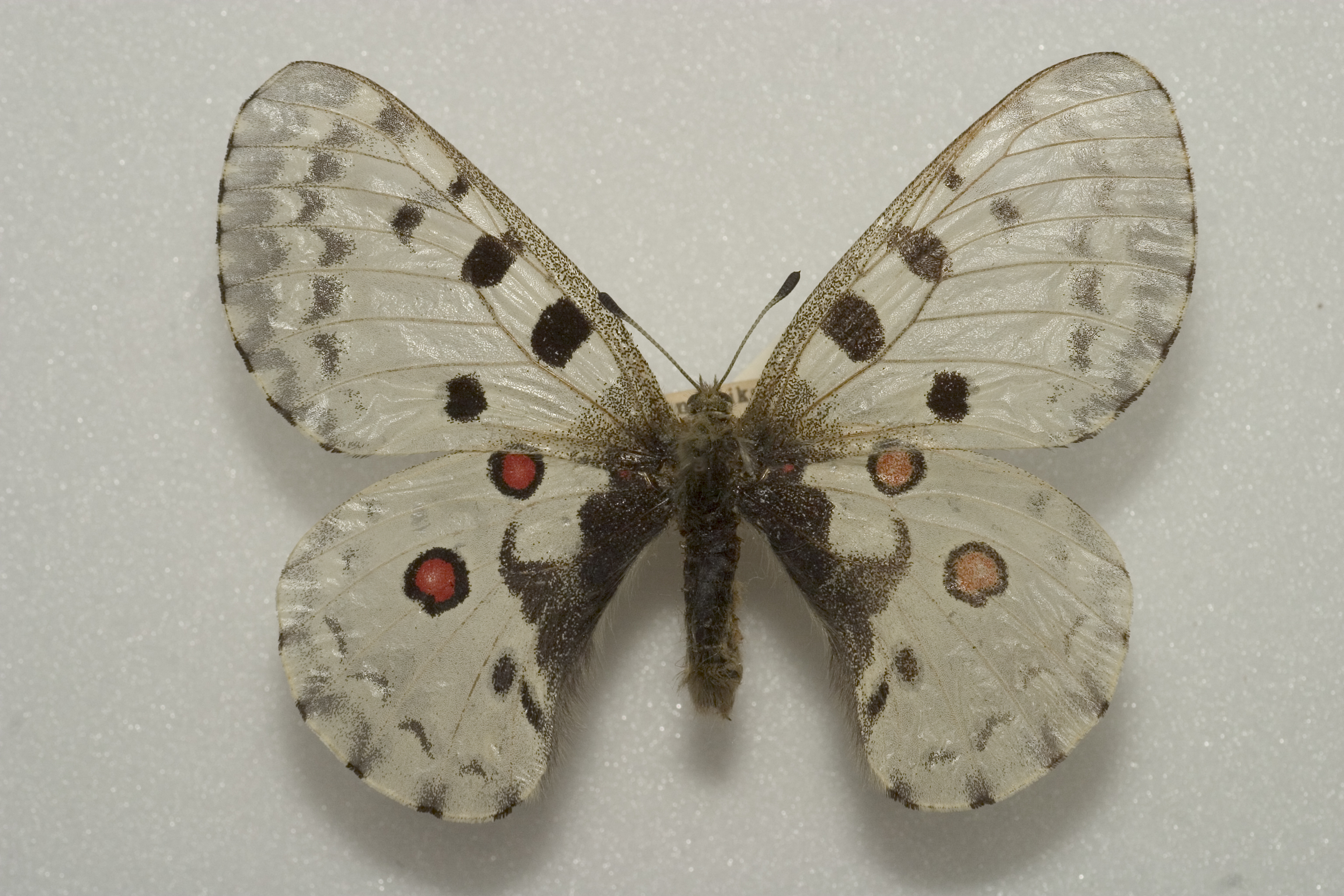
Parnassius nomion